# Xyrichtys mundiceps
Xyrichtys mundiceps es una especie de peces de la familia Labridae en el orden de los Perciformes.

## Morfología
- Los machos pueden llegar alcanzar los 14,5 cm de longitud total.[1]

## Distribución geográfica
Se encuentra en la Baja California (México) y Panamá.